# Campione d'Italia

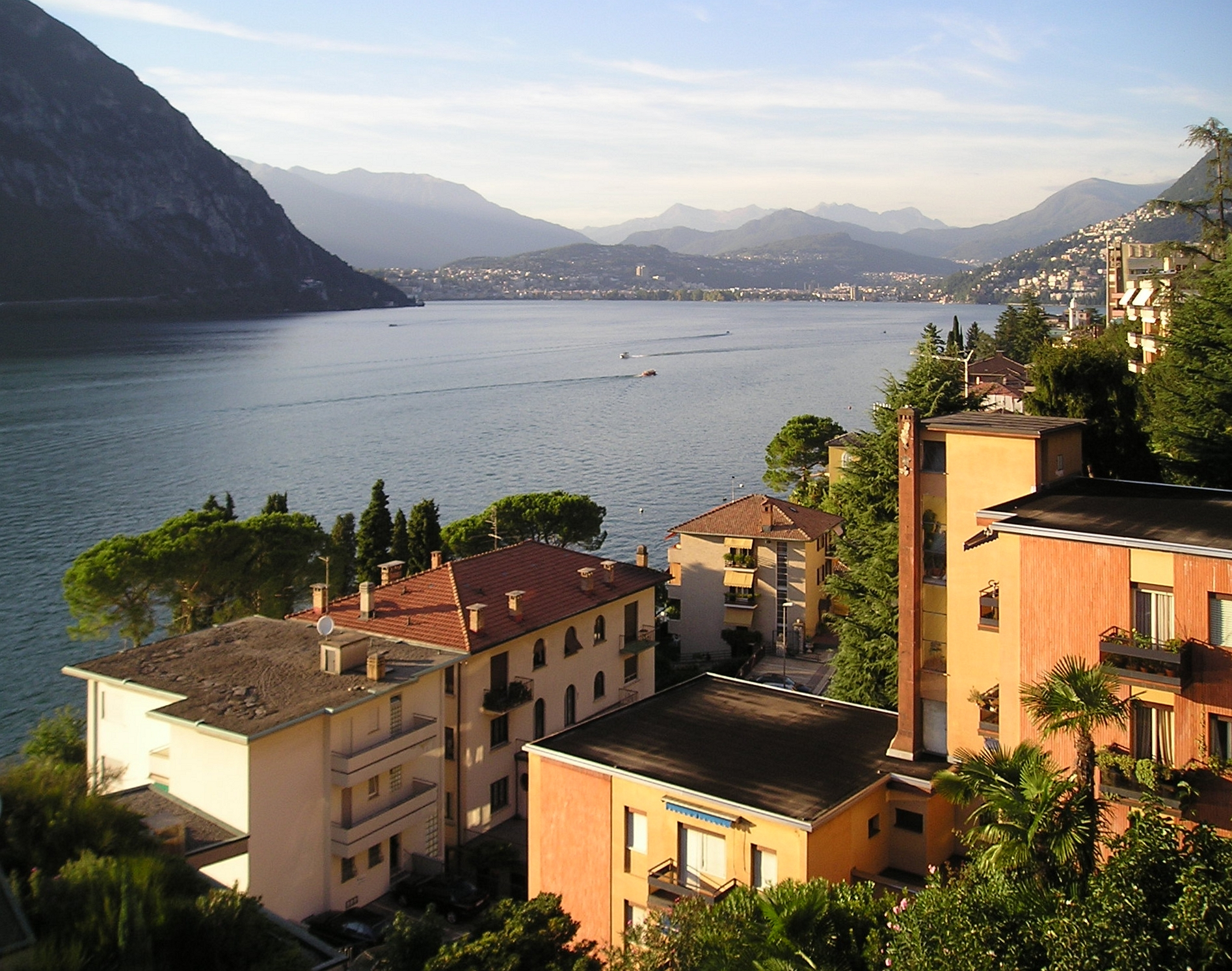
Vista del lago Lugano.

Campione d'Italia es un municipio italiano en la provincia de Como, región de Lombardía, a orillas del lago de Lugano. El territorio de Campione forma un pequeño exclave italiano en Suiza con una superficie de apenas 2,6 km² (0,9 km² en tierra firme y 1,7 km² de aguas territoriales). Está rodeado por territorio del cantón de Tesino y se encuentra separado del resto del territorio de Italia, en concreto del municipio de Lanzo d'Intelvi, por una pequeña franja de terreno de menos de 1 km de ancho, que pertenece a la comuna suiza de Arogno. Esta situación tiene su origen en la decisión de Tesino de entrar a formar parte de Suiza en 1798, al mismo tiempo que los habitantes del pueblo de Campione decidían seguir formando parte de la Lombardía (que se había constituido en la napoleónica República Cisalpina), y subsecuentemente, de Italia en 1861, al producirse la unificación. El título «d'Italia» se añadió al nombre original del municipio en 1933 por el gobierno fascista dirigido por Mussolini.
El pueblo de Campione tiene una integración muy amplia con Suiza, utilizando el franco suizo y beneficiándose de los permisos a los italianos de transitar por territorio helvético. Los servicios telefónicos son proporcionados por una compañía suiza (si se llama desde el resto de Italia se debe utilizar la llamada internacional), mientras que el correo puede ser enviado a los códigos postales de ambos países.
El pueblo es conocido por operar un casino famoso establecido antes de la Segunda Guerra Mundial y que se rige por normas menos estrictas que las existentes, tanto en Italia, como en Suiza. 
Campione es también conocido por haber sido el lugar de origen de un conjunto de escultores, conocidos como maestros campioneses, activos durante la Edad Media tardía. Aunque dentro del gótico tardío, el estilo de los maestros campioneses anticipa el Renacimiento. 

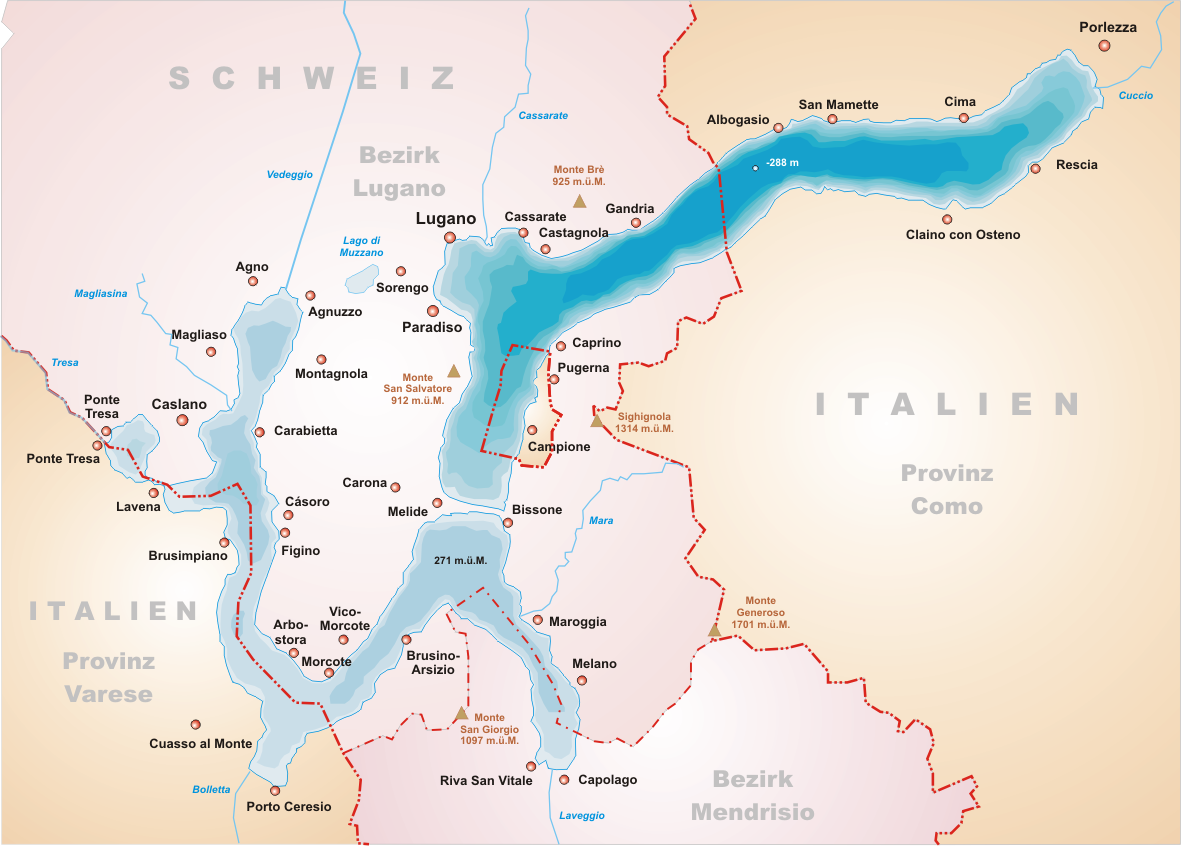
Mapa con la ubicación y el entorno de Campione d'Italia.

## Evolución demográfica
| Gráfica de evolución demográfica de Campione d'Italia entre 1861 y 2001 |
|                                                                         |
| Fuente ISTAT - elaboración gráfica de Wikipedia                         |